# IC 3105
IC 3105 ist eine irreguläre Zwerggalaxie mit ausgedehnten Sternentstehungsgebieten vom Hubble-Typ Im im Sternbild Jungfrau auf der Ekliptik. Sie ist schätzungsweise 43 Millionen Lichtjahre von der Milchstraße entfernt. Gemeinsam mit IC 3099 und IC 3100 bildet sie das Galaxientrio Holm 160. Unter der Katalogbezeichnung VCC 432 wird sie als Mitglied des Virgo-Galaxienhaufens aufgeführt.

Im selben Himmelsareal befinden sich u. a. die Galaxien IC 3078, IC 3081, IC 3137, IC 3138.
Das Objekt wurde am 12. September 1900 von dem deutschen Astronomen Arnold Schwassmann entdeckt.